# 蕭謙 (成化丙戌進士)
蕭謙（1439年—1498年），字有終，别号湧泉老人，四川重慶府巴縣人，直隸永平衛軍籍，治《易經》。

## 生平
五月初一日生，行四，由國子生中式順天府鄉試第一百十六名舉人，會試中式第一百八十名。年二十八歲中式成化二年丙戌科第三甲第三十五名進士。弘治元年(1488年)分巡建寧道，旋擢福建提刑按察使司副使。弘治十年任朝列大夫、山东布政司左参议。

## 家族
曾祖蕭忠；祖蕭誠；父蕭鳳；母陳氏。具慶下，妻李氏，兄豫；臨；泰；頤，弟觀。